# Pinus merkusii
Pinus merkusii, também conhecido como pinheiro-de-samatra ou pinheiro-de-sumatra, é uma espécie de pinheiro originária do Velho Mundo, mais precisamente da região da Ásia.

## Características e Distribuição
- É uma das poucas espécies de pinheiro verdadeiramente tropicais do mundo, sendo a única com distribuição natural abaixo da linha do equador.[1]
- Ocorre naturalmente na Tailândia, Laos, Camboja, Vietnã e Sumatra (Indonésia).[1]
- É cultivada como a segunda espécie florestal mais importante para a indústria em Java, após Tectona grandis.[2]

## Genética e Conservação
Estudos genéticos revelaram variação moderada para características como crescimento (h²i = 0,16) e produção de oleorresina (h²i = 0,14).
A espécie está listada como vulnerável na Lista Vermelha da IUCN, indicando a necessidade de esforços de conservação.
Pesquisas têm sido realizadas para identificar características moleculares específicas das populações de P. merkusii de Kerinci, visando sua conservação e desenvolvimento de germoplasma.

## Propriedades da Madeira
A madeira de P. merkusii é considerada leve, com qualidade semelhante às de Pinus elliottii e Pinus taeda em termos de estabilidade dimensional.
Apresenta densidade básica ligeiramente inferior à de P. elliottii e P. taeda com 30 anos de idade.
Os teores de lignina e holocelulose são próximos aos obtidos para Pinus caribaea var. hondurensis.

## Potencial Biotecnológico
Extratos das agulhas e cascas de P. merkusii têm demonstrado potencial como fonte natural de antioxidantes e compostos antienvelhecimento.
A espécie é valorizada pela produção de resina, sendo objeto de estudos para melhoramento genético visando aumentar essa característica.